# ナイト ミュージアム2
『ナイト ミュージアム2』（原題: Night at the Museum: Battle of the Smithsonian）は、2009年公開のアメリカ映画。2006年公開作品『ナイト ミュージアム』の続編で、主演は前作に引き続きベン・スティラー。続編は、2014年に公開された『ナイト ミュージアム/エジプト王の秘密』。

## 概要
前作のヒットを受けて、製作側は2008年公開を目指して続編の製作を開始（当時の仮タイトルは『Another Night at the Museum』）。舞台は前作のアメリカ自然史博物館からスミソニアン博物館に移っており、一部のシーンは開館時間に一般入場者の見守る中で撮影された。全米脚本家組合ストライキの影響で製作が1年間延期されるというハプニングにも見舞われるが、監督ショーン・レヴィ、主演ベン・スティラーのコンビも続投し無事撮影も終了。北米では「メモリアル・デイ」の週末である2009年5月22日に公開され、同時期公開の『ターミネーター4』を抑え、2週連続1位を記録した。
また、『スター・ウォーズ エピソード6』の撮影に小道具として使用されたライトセーバーがスミソニアン博物館に所蔵されている為、使用者であるダース・ベイダーがセサミストリートのオスカーと共にカメオ出演している。
セサミストリートからは「オスカー」の他に、ワンシーンだけクッキーモンスター(静止画)が登場している。
日本では2009年7月26日に試写会が行われ、同年の8月12日に公開され、2週連続1位を記録した。
日本での宣伝のためのイメージキャラクターとしてつるの剛士が起用されている。

## ストーリー
アメリカ自然史博物館での騒動から2年後。元警備員のラリーは、自分の会社を立ち上げていた。同館は改装のために休館となり、理事会の決定で居場所のなくなった一部の展示物たちはスミソニアン博物館の地下保管庫に保管されることになる。
スミソニアンへと運ばれてきた展示物たちだったが、自然史博物館に残されるはずだった魔法の石版がデクスターのいたずらで一緒に運ばれたため、夜になると魔法の力で動き出す。ところが、魔法の力がスミソニアンの展示物にまで命を吹き込んでしまったことから博物館内は大騒ぎになる。
その夜、ラリーの元に展示物のジェデダイアから電話が入る。自然史博物館のファラオ・アクメンラーの兄であるカームンラーが、他の展示物を味方につけて世界征服を目論んで動き出したという。ラリーは石版を取り返すため、合わせて1億以上にも及ぶ展示物たちを相手にまたまた奮闘することになってしまう。

## キャスト

### 現実の人間たち
ラリー・デイリー
演 - ベン・スティラー、日本語吹替 - 檀臣幸
主役。前作との間に「デイリー発明商会」の社長として成功し多額の資産を得ている。今回も展示物のために奮闘する。ブラゥンダンに「超クール」と言われたフラッシュライトさばきでカームンラーと死闘を繰り広げる。
ブラゥンダン
演 - ジョナ・ヒル、日本語吹替 - 高木渉
ラリーと言い合いになった男。名前をブランダンと間違えられる。もめている内にIDカードをラリーにすられ、侵入を許してしまう。
ニック・デイリー
演 - ジェイク・チェリー、日本語吹替 - 千葉翔也
ラリーの息子。コンピューターが得意であり、スミソニアン博物館の見取り図を使ってラリーを倉庫へ誘導する。
マクフィー博士
演 - リッキー・ジャーヴェイス、日本語吹替 - 佐藤晴男
自然史博物館の館長。皮肉な発言が多い。
ジョージ・フォアマン
演 - ジョージ・フォアマン、日本語吹替 - 玄田哲章
本人役。ラリーにインタビューを行う。

### 自然史博物館の展示物
セオドア・ルーズヴェルト
演 - ロビン・ウィリアムズ、日本語吹替 - 岩崎ひろし
自然史博物館に残る。スミソニアン博物館にもブロンズ製の胸像があり、こちらは短気な性格。
サカジャヴィア
演 - ミズオ・ペック、日本語吹替 - 本田貴子
皆と同じく箱に閉じ込められるが冷静。カスター将軍に名前を曖昧に記憶される。
ジェデダイア・スミス
演 - オーウェン・ウィルソン、日本語吹替 - 森川智之
箱から脱走するが、カームンラーに砂時計に閉じ込められる。
オクタヴィウス
演 - スティーヴ・クーガン、日本語吹替 - 水野龍司
（オクタヴィウス曰く）世界一危険な生物のリスに乗り、ジェデダイアを助けようと奮闘する。
アッティラ
演 - パトリック・ギャラガー
前作では大暴れしていたが、フランス軍に一時取り押さえられる。
アクメンラー王
演 - ラミ・マレック、日本語吹替 - 小森創介
自然史博物館に残る。入館者に石版について解説していたが、魔法と自分の正体を信じない少女に「ふざけないで」と言われてしまう。
モアイ像
声 - ブラッド・ギャレット、日本語吹替 - 玄田哲章
自然史博物館に残る。相変わらずガムにこだわっている。

### スミソニアン博物館の展示物
ちなみに本編では実際にはスミソニアン博物館には展示されていない物が多数登場する。
アメリア・イアハート
演 - エイミー・アダムス、日本語吹替 - 佐古真弓
1932年に大西洋単独横断飛行に成功した世界初の女性パイロット。
社会的に混迷を極めていた時代、危険を顧みず常に前向きな彼女の姿勢が世界中の人々を鼓舞した。1937年7月、赤道上世界一周を目指して飛行中に行方不明になるも、今なお世界中で根強い人気を博している。
冒険好きな性格で、危険な場所や状況の中にも自ら飛び込んでいくタイプ。
自然史博物館の仲間達を助ける為、ラリーに協力する。
終盤では、リニューアルオープンした自然史博物館で彼女と瓜二つの女性とラリーが出会っている。
カームンラー
演 - ハンク・アザリア、日本語吹替 - 立川三貴
前作に登場した古代エジプトのファラオ、アクメンラーの兄。彼もアクメンラー同様、実際の歴史上には存在しない映画オリジナルキャラクター。
石板の力によって息を吹き返し、石板の新たな魔法を使って死の軍団を復活させて世界征服を企み、ナポレオン、イワン雷帝、アル・カポネらを従えて最強軍団を結成し、ラリー達と死闘を繰り広げる。
イワン雷帝
演 - クリストファー・ゲスト、日本語吹替 - 斎藤志郎
1547年にロシア史上初のツァーリ（君主）を戴冠したが、ロシア帝国の拡大欲にかられ、圧政や粛清、恐怖政治までも行った冷徹な暴君として語り継がれている。
カームンラーと同様に世界征服の野望を果たす為、彼に協力する。本来、“畏怖すべき威厳のあるイワン”の意味を持つ名前が、“イワン雷帝”と訳された事が本人はどうにも気に入っていないらしく、正式には「イワン賢王」との事。話がいちいち詩的で冗長。
ナポレオン・ボナパルト
演 - アラン・シャバ、日本語吹替 - 佐々木睦
1789年の革命後のフランスを統率し、1804年に皇帝になった後も、更なる権力欲にかられて、ヨーロッパ広域の征服に乗り出した。英雄あるいは独裁者として語り継がれている。
彼もまたカームンラーに協力する。背が低い事を悩んでいた（ナポレオンコンプレックス）という逸話があり本作では、「short（小さい、短い）」と言われると怒る。
若き日のアル・カポネ
演 - ジョン・バーンサル、日本語吹替 - 大川透
1930年代、禁酒法時代のアメリカ・シカゴにおいて密造酒の製造・販売、売春業、賭博業等を行い暗躍の限りを尽くした伝説のギャング・スター。
争い事は大得意で、彼もまたカームンラーに協力する。他の展示物とは違い、彼や部下達は白黒の等身大写真。マシンガンを持っているが、展示物なので弾は出ない。
カスター将軍
演 - ビル・ヘイダー、日本語吹替 - 小森創介
南北戦争で活躍したアメリカ陸軍将軍（実際には最終階級は中佐）。しかし、1876年のリトルビッグホーンの戦いでは、彼の無謀な作戦により、ネイティブ・アメリカンの連合軍に敗北。自身の部隊及び部下208名を全滅させてしまい、ネイティブ・アメリカンに負けた最初で最後の白人として名を残している。その為、戦いにトラウマがあり、ラリー達が戦っている際も物陰に隠れておびえ、意気消沈していたが、ラリーの説得で戦いに参戦し、最後には「スミソニアンの戦いだ!歴史に残らない、偉大な戦いであったな!」と誇らしげに語った。よく頭をぶつけて倒れる。
モットーは”まず行動、考えるのは後で”。
首振りのアインシュタイン
声 - ユージン・レヴィ、日本語吹替 - 岩崎ひろし
「量子力学」「特殊及び一般相対性理論」を導き出しノーベル賞を受賞した天才物理学者。本作では、国立航空宇宙博物館のおみやげ屋の首振り人形として登場し、何体もいる。
彼の名前は時に“天才”と同義語として捉えられ、ラリーとアメリアにとっては石板の謎を解明する最後の頼みの綱になる。
ラリーとアメリアに石板のパスワードは円周率であると教えるが、ゆえにその内一体がアル・カポネに連れ去られる。
エイブラハム・リンカーン
声 - ハンク・アザリア、日本語吹替 - 石田圭祐
第16代アメリカ合衆国大統領。1809年生まれで、この映画が公開された年はちょうど生誕200年にあたる。1863年にゲティスバーグの演説で語った“人民の、人民による、人民の為の政治”は教科書等であまりにも有名。「奴隷解放の父」とも呼ばれる。
本作ではスミソニアン博物館の付近にあるリンカーン記念館の巨大な石像として登場する。その為カームンラーの死の軍団を指一本でふっ飛ばし、死の世界に退散させた。
考える人
声 - ハンク・アザリア、日本語吹替 - 岩崎ひろし
彫刻家オーギュスト・ロダンの代表作であるブロンズ像。
1880年、パリに建設予定の美術館の門で、ダンテの「神曲」から着想を得て作られた「地獄の門」と呼ばれる門の扉の装飾の一部だったが、後に「考える人」という独立した作品として発表された。写実性を極めただけではなく、対象の内面、精神性までも表現したこの作品は当時の美術界に衝撃を与えたが、動き出した彼はただ“考える”だけで、みんなが思っていた程、賢くはなかった。仕舞いには自身の近くにいる白い大理石の女性像に腕の筋肉を誇示して見せたり、プロメテウスのポーズを取ったりしてナンパする始末。
しかし大柄かつ筋肉質な体格で、ラリーの助っ人に駆け付けた時にはフランス軍三名を一撃で倒した程。
タスキーギ・エアメン
アメリカ陸軍航空隊第332戦闘機隊。黒人のみで構成された飛行隊で、偏見に打ち勝った者同士として女性飛行士であるアメリアを尊敬している。
ウィルバー・ライト
演 - トーマス・レノン
1903年12月17日に世界で初めて人間の操縦による動力付き飛行機（ライトフライヤー号）での飛行に成功したライト兄弟の兄。アメリアに驚愕し、ラリーとアメリアの無事を祈る。
オーヴィル・ライト
演 - ベン・ガラント
ウィルバーの弟。こちらもアメリアに驚愕し、ラリーとアメリアの無事を祈る。
アメリカン・ゴシックの男女
演 - クリスティナ・シェイド＆ロバート・サストン
グラント・ウッド作の油絵。カームンラーの部下と戦う為ピッチフォークを拝借する。実際にはシカゴ美術館の展示品。
勝利のキス
1945年に撮影された第二次世界大戦終結と戦勝を祝うニューヨーク・タイムズスクエアで水兵とナースがキスをしている写真。しかし水兵はカームンラーの部下に倒され、ナースの方は水兵の代わりにラリーにキスをされる。この写真の中でラリーは携帯電話を落とし、モトローラという男に分解される。
ダース・ベイダー
演 - トーマス・モーリー
ジョージ・ルーカスの映画『スター・ウォーズ・シリーズ』に登場する代表的なアンチヒーローで、スター・ウォーズの世界では歴史上最後のシスの暗黒卿にして主人公ルーク・スカイウォーカーの父親として知られている。自分の力を誇示するため、カームンラーに対してフォース・チョークで首を絞めようとしたが、さすがに使うことができなかった。
カームンラーの部下になりに行くが却下される。
オスカー
声 - キャロル・スピニー、日本語吹替 - 大川透
アメリカのテレビ教育番組『セサミストリート』に登場する金属製のゴミ箱の中に住んでいる、緑色のもじゃもじゃした体毛が特徴のへそ曲がりのキャラクター。彼もダース・ベイダーと共にカームンラーの部下になりに行くが、彼もまた却下された。
宇宙ザル・エイブル
1959年にロケットに乗って宇宙に飛んだ実験用にして伝説の雄ザル。
前作に登場したデクスターと同じオマキザルで、彼もまたいたずらが大好きだが、エイブルはデクスターとは違い、やや礼儀正しい面がある。実は2匹はいとこ同士で、デクスターは世界中で有名になったエイブルに深く嫉妬しており、その関係は良好とは言えなかったが、最後には共にアル・カポネの部下と戦い、お互いに抱き合って和解した。デクスター・ラリーとともに三つ巴のビンタ合戦を繰り広げる。
宇宙航空管制官
演 - クリント・ハワード、マティ・フィノーチオ
スミソニアン博物館内の国立航空宇宙博物館に登場。サターンロケット及び、展示されたロケットが一斉に動き出し、管制官が秒読みのカウントダウンを始めた事で館内から飛び出しそうになるが、ラリーが間一髪で中止命令をした事で難を逃れる。
智天使
声 - ジョナス・ブラザーズ
アメリアはキューピッドと呼んでいる。ラリーとアメリアがナポレオンの手下から隠れている時とアメリアがラリーにキスをした時に登場。ラリーとアメリアの恋が始まるかのように現れ、バラードを歌った。ラリーが勘違いだと文句を言うと曲をアレンジして歌い始める。
踊り子
アメリアと踊った。画家エドガー・ドガが生前に発表した唯一の彫刻作品「14歳の小さな踊り子」。
ちなみに実際にドガが制作したオリジナルの蝋製彫刻が所蔵されているナショナル・ギャラリーはスミソニアン博物館と同じエリアに所在しているがスミソニアン協会の運営ではない。ニューヨークのメトロポリタン美術館をはじめ欧米の他の美術館に展示されているものはドガの没後に鋳造されたブロンズ像。
プードル
彫刻家ジェフ・クーンズが制作したバルーンで作られたようなプードル。実際は金属加工で作られたものだが本編中では歩き回る際、「ボヨヨン」という独特な音がする。
ジャイアント・オクトパス（ダイオウイカ）
巨大なタコ。ラリーが偶然発見した箱の中に入っており、ラリーはカームンラーを騙してこの箱を開けさせることで騒ぎを起こして石板を奪還した。水が無い為、カームンラーの部下が全員宙を舞うほど大暴れしていたが、中盤ラリーに水をもらったことでラリーに懐く。最後は池に入って喜んだ。
なぜか日本語版公式サイトや映画パンフレットではダイオウイカとして紹介されている。
乗船する旅客たち（カレーの海峡）
ジョゼフ・マロード・ウィリアム・ターナーの1827年の作品。浅瀬の為に入港できなくなった船に小さな船が近付き、客を移している風景を描いている。
石板の謎を解きに行くラリーとアメリアの前に現れたジャイアントオクトパスをどうにかする為にラリーがこの絵を取り外し、絵の中の海水を全部ジャイアントオクトパスにかけてしまった為、絵には海が無くなり、干上がった様な光景となってしまった。
古代エジプト兵
カームンラーの手下。ラリー達が逃げ込んだ「勝利のキス」の写真の中に閉じ込められる。槍を持っていて、その一本はアメリカン・ゴシックの絵の中に入っていった。
ロシア兵
イワン雷帝の手下。鎧を着ており、斧で攻撃する。
フランス軍
ナポレオンの手下。青・白・赤というフランス国旗をモチーフにした軍服に赤い羽根飾りの付いた軍帽を被り、銃剣付きの銃を持っている。
アル・カポネの部下
アル・カポネの部下。モノクロのため黒い帽子、黒いスーツ、黒い革靴といった黒ずくめの服装で、マシンガンを携えている。内2人が自然史博物館の展示物達が閉じ込められた箱の見張り役になっている。
カームンラーの死の門
冥界へと繋がっている門。石板をはめ込んでパスワードを打ち込み、呪文を唱える事で開ける事ができ、死の軍団を甦らせる事ができる。なお、パスワードは前述の通り314159265。
死の軍団
体は人間、顔は猛禽類のエジプトのホルス神。槍を持ち、圧倒的な数でラリーを追い詰めるが、リンカーン大統領に阻止される。
死の門から出てきたというだけで、展示物ではない。またホルス神は本来は太陽の神であり死を象徴する神はアヌビス神（体は人間、顔は哺乳類）である。

## スタッフ
- 監督: ショーン・レヴィ
- 製作総指揮: マーク・ラドクリフ
- 製作: ショーン・レヴィ / クリス・コロンバス、スティーヴン・ソマーズ
- 脚本: ロバート・ベン・ガラント（英語版）、トーマス・レノン
- 音楽: アラン・シルヴェストリ
- 撮影: ジョン・シュワルツマン
- 編集: ドン・ジマーマン
- VFX:　リズム&ヒューズ・スタジオ、ムービング・ピクチャー・カンパニー
- 日本語吹き替え版監修：鈴木おさむ

## タイアッププロモーション
- 語学学校の神田外語グループが「ナイトミュージアム2字幕翻訳コンクール」を2009年6月13日から、本作の日本公開日に当たる8月12日まで開催していた。

## テレビ放送
| 回数 | テレビ局   | 番組名（放送枠名）        | 放送日         | 放送時間      | 放送分数 | 視聴率 |
| ---- | ---------- | ------------------------- | -------------- | ------------- | -------- | ------ |
| 1    | 日本テレビ | 金曜ロードショー（第1期） | 2012年2月3日   | 21:00 - 22:54 | 114分    | 12.2%  |
| 2    | TBS        | 水曜プレミアシネマ        | 2012年12月12日 | 21:00 - 22:54 | 114分    | 5.8%   |
| 3    | テレビ東京 | 午後のロードショー        | 2018年3月27日  | 13:35 - 15:40 | 125分    | 3.0%   |
| 4    | 日本テレビ | 金曜ロードSHOW!           | 2019年8月2日   | 21:00 - 22:54 | 114分    |        |
| 5    | テレビ東京 | 午後のロードショー        | 2023年3月28日  | 13:40 - 15:40 | 115分    |        |

- 視聴率はビデオリサーチ調べ、関東地区・世帯・リアルタイム。